# Réseau BreizhGo de l'Ille-et-Vilaine
Les lignes routières BreizhGo en Ille-et-Vilaine désignent les lignes de transport en commun par autocar du réseau BreizhGo organisé par le conseil régional de Bretagne desservant le département d'Ille-et-Vilaine.
Le réseau est en partie exploité par l'entreprise Keolis Ille-et-Vilaine par délégation de service public. Les autres lignes sont exploitées directement par le conseil régional via la régie régionale Illevia créée en 2011, à l'époque propriété du département. En 2015, le budget investi par le département était de 10,5 millions d'euros.
Jusqu'en septembre 2018 et le déploiement du réseau régional unique BreizhGo, le réseau d'Ille-et-Vilaine se nommait Illenoo (se prononçait « illenou ») et était organisé par le conseil départemental d'Ille-et-Vilaine ; le réseau Illenoo a été créé dans le cadre d'une refonte totale des dessertes intra-départementales en 2005.

## Histoire

Ancien logo d'Illenoo.

La possibilité d'un retour à l'exploitation via une régie d'une partie de son service public de transport a été imaginée dès juin 2009 par les élus du conseil général d'Ille-et-Vilaine.
En février 2011, l'appel d'offres pour l'exploitation du réseau, sur la période septembre 2011 - septembre 2019, a été découpé en quatre lots : trois attribués à Keolis Ille-et-Vilaine, une filiale du groupe Keolis, et un à la régie départementale nouvellement créée, Illevia. Lors de cet appel d'offres le conseil général d'Ille-et-Vilaine s'est trouvé face à trois concurrents (Keolis, la CAT alors filiale de Veolia Transport et un groupement de PME locales), la régie ayant récupéré le lot déclaré sans suite[source secondaire souhaitée].
Le réseau Illenoo a été modifié le 1er septembre 2011 avec en particulier l'éclatement de la ligne 17 (Fougères ↔ Saint-Malo) en deux lignes 17a (Pontorson ↔ Dol-de-Bretagne) et 17b (Fougères ↔ Pontorson), couplées au réseau TER Bretagne pour se rendre à Saint-Malo, qui a été fortement critiqué par ses utilisateurs réclamant le retour de l'ancienne desserte. Les lignes les plus longues ont été rendues plus directes et à Rennes, les terminus ont été rabattus à proximité des stations du métro et non plus en centre-ville.

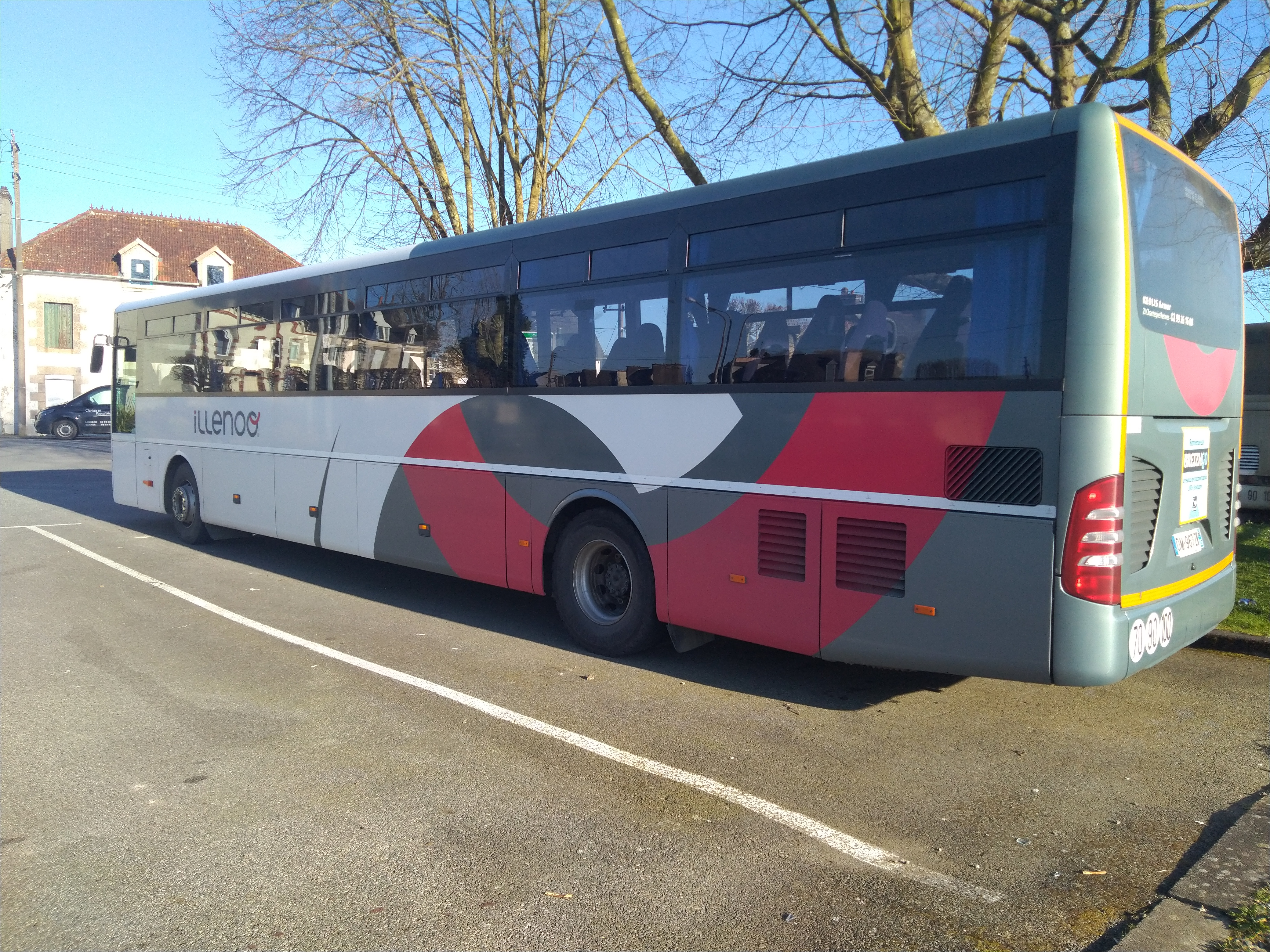
Vue arrière d'un Mercedes-Benz Intouro du réseau.

À partir de septembre 2012 a été engagée une hausse annuelle des tarifs de 5 % jusqu'en 2019.
Le 1er septembre 2014, une nouvelle ligne d'autocar est créée entre Rennes, Janzé et Retiers, la 22, afin de compléter l'offre TER Bretagne qui était le seul moyen de transport pour ces communes. Depuis le début de l'année 2015, cette même ligne offre un service expérimental de Wi-Fi gratuit à bord des véhicules.
Deux nouvelles lignes sont équipées du Wi-Fi gratuit à bord depuis décembre 2016, à titre expérimental pour une période de six mois, les lignes 5 et 7 soit vingt véhicules, ce système est étendu à la plupart des lignes BreizhGo depuis 2018.
Depuis le 1er septembre 2017 et à la suite de la loi NOTRe, le réseau est géré par la région Bretagne, la loi transférant la compétence départementale en matière de transport en commun aux régions[source secondaire souhaitée]. En septembre 2018, le réseau Illenoo est fusionné au sein du réseau régional unique BreizhGo.
Le 5 juillet 2025, la numérotation régionale unifiée s'appliquera au réseau : un numéro à trois chiffres commençant par 5 (évoquant le numéro de département, le 35) avec si possible le maintient d'une correspondance entre ancienne et nouvelle numérotation, : par exemple la 3 devient 503 et la 15 devient 515, les indices alphanumériques sont traités différemment puisque 1a et 1b deviennent 500 et 501 tandis que pour les lignes 8a et 8b, 9a et 9b et 17a et 17b elles deviennent respectivement 580 et 581, 590 et 591 et 570 et 571.

## Amplitude horaire et fréquences
Des horaires spécifiques aux vacances scolaires et en été, plus restrictifs, ont été mis en place parallèlement à la période scolaire.
Certaines lignes (voir dans le tableau des lignes) ne circulent pas les dimanches et jours-fériés ou si circulant sont très limitées.

## Lignes

### Lignes 500 à 509
| Ligne | Caractéristiques | Caractéristiques        | Caractéristiques        | Caractéristiques        | Caractéristiques        | Caractéristiques                              | Caractéristiques                         | Caractéristiques        | Caractéristiques          |
| 500   | Paimpont ⥋ Rennes | Paimpont ⥋ Rennes       | Paimpont ⥋ Rennes       | Paimpont ⥋ Rennes       | Paimpont ⥋ Rennes       | Paimpont ⥋ Rennes                             | Paimpont ⥋ Rennes                        | Paimpont ⥋ Rennes       | Paimpont ⥋ Rennes         |
| ----- | --- | ----------------------- | ----------------------- | ----------------------- | ----------------------- | --------------------------------------------- | ---------------------------------------- | ----------------------- | ------------------------- |
| 500   | Ouverture / Fermeture — / — | Longueur —              | Durée 50-70 min         | Nb. d’arrêts 21         | Matériel —              | Jours de fonctionnement L, Ma, Me, J, V, S, D | Jour / Soir / Nuit / Fêtes O / N / N / O | Voy. / an —             | Transporteur Keolis Armor |
| 500   | Desserte : - Villes et lieux desservies : Paimpont, Plélan-le-Grand, Monterfil, Treffendel, Bréal-sous-Monfort, Vezin-le-Coquet, Rennes - Stations et gares desservies : Mabilais, Gares                                                                               |                         |                         |                         |                         |                                               |                                          |                         |                           |
| 500   | Autre : |                         |                         |                         |                         |                                               |                                          |                         |                           |
| 500   | Dernière actualisation : — |                         |                         |                         |                         |                                               |                                          |                         |                           |
| 501   | Saint-Thurial ⥋ Rennes | Saint-Thurial ⥋ Rennes  | Saint-Thurial ⥋ Rennes  | Saint-Thurial ⥋ Rennes  | Saint-Thurial ⥋ Rennes  | Saint-Thurial ⥋ Rennes                        | Saint-Thurial ⥋ Rennes                   | Saint-Thurial ⥋ Rennes  | Saint-Thurial ⥋ Rennes    |
| 501   | Ouverture / Fermeture — / — | Longueur —              | Durée 30-60 min         | Nb. d’arrêts 18         | Matériel —              | Jours de fonctionnement L, Ma, Me, J, V, S, D | Jour / Soir / Nuit / Fêtes O / N / N / O | Voy. / an —             | Transporteur Keolis Armor |
| 501   | Desserte : - Villes et lieux desservies : Saint-Thurial, Bréal-sous-Monfort, Vezin-le-Coquet, Rennes - Stations et gares desservies : Mabilais, Gares |                         |                         |                         |                         |                                               |                                          |                         |                           |
| 501   | Autre : Est assurée le dimanche la seule desserte entre Rennes et Bréal-sous-Monfort |                         |                         |                         |                         |                                               |                                          |                         |                           |
| 501   | Dernière actualisation : — |                         |                         |                         |                         |                                               |                                          |                         |                           |
| 502   | Gaël ⥋ Rennes | Gaël ⥋ Rennes           | Gaël ⥋ Rennes           | Gaël ⥋ Rennes           | Gaël ⥋ Rennes           | Gaël ⥋ Rennes                                 | Gaël ⥋ Rennes                            | Gaël ⥋ Rennes           | Gaël ⥋ Rennes             |
| 502   | Ouverture / Fermeture — / — | Longueur —              | Durée 50-75 min         | Nb. d’arrêts 34         | Matériel —              | Jours de fonctionnement L, Ma, Me, J, V, S    | Jour / Soir / Nuit / Fêtes O / N / N / N | Voy. / an —             | Transporteur Keolis Armor |
| 502   | Desserte : - Villes et lieux desservies : Gaël, Muel, Saint-Maugan, Iffendic, Talensac, Montfort-sur-Meu, Bréteil, Saint-Gilles, La Chapelle-Thouarault, L'Hermitage, Le Rheu, Rennes - Stations et gares desservies : Mabilais, Gares                                 |                         |                         |                         |                         |                                               |                                          |                         |                           |
| 502   | Autre : - Particularités : La ligne inclut également un service entre Montauban-de-Bretagne et Le Rheu. Certains trajets sont autorisés à l'intérieur de Rennes Métropole, et soumis à la tarification adéquate.                                                       |                         |                         |                         |                         |                                               |                                          |                         |                           |
| 502   | Dernière actualisation : — |                         |                         |                         |                         |                                               |                                          |                         |                           |
| 503   | La Guerche ⥋ Rennes | La Guerche ⥋ Rennes     | La Guerche ⥋ Rennes     | La Guerche ⥋ Rennes     | La Guerche ⥋ Rennes     | La Guerche ⥋ Rennes                           | La Guerche ⥋ Rennes                      | La Guerche ⥋ Rennes     | La Guerche ⥋ Rennes       |
| 503   | Ouverture / Fermeture — / — | Longueur —              | Durée 55 min            | Nb. d’arrêts 11         | Matériel —              | Jours de fonctionnement L, Ma, Me, J, V, S    | Jour / Soir / Nuit / Fêtes O / N / N / N | Voy. / an —             | Transporteur Illevia      |
| 503   | Desserte : - Villes et lieux desservies : La Guerche, Visseiche, Moulins, Piré-sur-Seiche, Saint-Aubin-du-Pavail, Châteaugiron, Rennes - Stations et gares desservies : La Poterie, Gares, Cesson - Viasilva                                                           |                         |                         |                         |                         |                                               |                                          |                         |                           |
| 503   | Autre : - Particularités : Les trajets sont autorisés à l'intérieur de Vitré Communauté, et soumis à la tarification adéquate. |                         |                         |                         |                         |                                               |                                          |                         |                           |
| 503   | Dernière actualisation : — |                         |                         |                         |                         |                                               |                                          |                         |                           |
| 504   | Val-Couesnon ⥋ Rennes | Val-Couesnon ⥋ Rennes   | Val-Couesnon ⥋ Rennes   | Val-Couesnon ⥋ Rennes   | Val-Couesnon ⥋ Rennes   | Val-Couesnon ⥋ Rennes                         | Val-Couesnon ⥋ Rennes                    | Val-Couesnon ⥋ Rennes   | Val-Couesnon ⥋ Rennes     |
| 504   | Ouverture / Fermeture — / — | Longueur —              | Durée 40-80 min         | Nb. d’arrêts 26         | Matériel —              | Jours de fonctionnement L, Ma, Me, J, V, S    | Jour / Soir / Nuit / Fêtes O / N / N / N | Voy. / an —             | Transporteur Transdev TIV |
| 504   | Desserte : - Villes et lieux desservies : Antrain, Tremblay, Romazy, Vieux-Vy-sur-Couesnon, Sens-de-Bretagne, Andouillé-Neuville, Aubigné, Saint-Aubin d'Aubigné, Mouazé, Betton, Rennes - Stations et gares desservies : Gare de Betton, Les Gayeulles, Gares         |                         |                         |                         |                         |                                               |                                          |                         |                           |
| 504   | Autre : - Particularités : |                         |                         |                         |                         |                                               |                                          |                         |                           |
| 504   | Dernière actualisation : — |                         |                         |                         |                         |                                               |                                          |                         |                           |
| 505   | Grand-Fougeray ⥋ Rennes | Grand-Fougeray ⥋ Rennes | Grand-Fougeray ⥋ Rennes | Grand-Fougeray ⥋ Rennes | Grand-Fougeray ⥋ Rennes | Grand-Fougeray ⥋ Rennes                       | Grand-Fougeray ⥋ Rennes                  | Grand-Fougeray ⥋ Rennes | Grand-Fougeray ⥋ Rennes   |
| 505   | Ouverture / Fermeture — / — | Longueur —              | Durée —                 | Nb. d’arrêts —          | Matériel —              | Jours de fonctionnement L, Ma, Me, J, V, S, D | Jour / Soir / Nuit / Fêtes O / N / N / O | Voy. / an —             | Transporteur Illevia      |
| 505   | Desserte : - Villes et lieux desservies : Grand-Fougeray, La Dominelais, Bain-de-Bretagne, Pléchâtel, Pancé, Poligné, Rennes - Stations et gares desservies : Henri Fréville, Clemenceau, Gares                                                                        |                         |                         |                         |                         |                                               |                                          |                         |                           |
| 505   | Autre : - Particularité : La ville de Pancé est desservie par un taxi en correspondance avec la ligne 5 à destination et retour de Rennes. Est assurée le dimanche la seule desserte entre Rennes et Bain de Bretagne Chêne Vert                                       |                         |                         |                         |                         |                                               |                                          |                         |                           |
| 505   | Dernière actualisation : — |                         |                         |                         |                         |                                               |                                          |                         |                           |
| 506   | Baulon ⥋ Rennes | Baulon ⥋ Rennes         | Baulon ⥋ Rennes         | Baulon ⥋ Rennes         | Baulon ⥋ Rennes         | Baulon ⥋ Rennes                               | Baulon ⥋ Rennes                          | Baulon ⥋ Rennes         | Baulon ⥋ Rennes           |
| 506   | Ouverture / Fermeture — / — | Longueur —              | Durée —                 | Nb. d’arrêts —          | Matériel —              | Jours de fonctionnement L, Ma, Me, J, V, S    | Jour / Soir / Nuit / Fêtes O / N / N / N | Voy. / an —             | Transporteur Illevia      |
| 506   | Desserte : - Villes et lieux desservies : Baulon, Lassy, Goven, Rennes - Stations et gares desservies : Saint-Jacques - Gaîté |                         |                         |                         |                         |                                               |                                          |                         |                           |
| 506   | Autre : |                         |                         |                         |                         |                                               |                                          |                         |                           |
| 506   | Dernière actualisation : — |                         |                         |                         |                         |                                               |                                          |                         |                           |
| 507   | Dinard ⥋ Rennes | Dinard ⥋ Rennes         | Dinard ⥋ Rennes         | Dinard ⥋ Rennes         | Dinard ⥋ Rennes         | Dinard ⥋ Rennes                               | Dinard ⥋ Rennes                          | Dinard ⥋ Rennes         | Dinard ⥋ Rennes           |
| 507   | Ouverture / Fermeture — / — | Longueur —              | Durée 75-110 min        | Nb. d’arrêts —          | Matériel —              | Jours de fonctionnement L, Ma, Me, J, V, S, D | Jour / Soir / Nuit / Fêtes O / N / N / O | Voy. / an —             | Transporteur Keolis Armor |
| 507   | Desserte : - Villes et lieux desservies : Dinard, La Richardais, Pleurtuit, Tréméreuc, Pleslin-Trigavou, Dinan, Lanvallay, Évran, Bécherel, La Baussaine, Rennes - Stations et gares desservies : Anatole France, République, Charles de Gaulle, Gares                 |                         |                         |                         |                         |                                               |                                          |                         |                           |
| 507   | Autre : - Particularités : La ligne dessert plusieurs communes dans le département des Côtes d'Armor. Certaines courses sont directes entre Rennes et Dinard. Certains trajets sont autorisés à l'intérieur de Rennes Métropole, et soumis à la tarification adéquate. |                         |                         |                         |                         |                                               |                                          |                         |                           |
| 507   | Dernière actualisation : — |                         |                         |                         |                         |                                               |                                          |                         |                           |

### Lignes 510 à 519
| Ligne | Caractéristiques | Caractéristiques                          | Caractéristiques                          | Caractéristiques                          | Caractéristiques                          | Caractéristiques                              | Caractéristiques                          | Caractéristiques                          | Caractéristiques                          |
| 510   | Pipriac / Mernel ⥋ Rennes | Pipriac / Mernel ⥋ Rennes                 | Pipriac / Mernel ⥋ Rennes                 | Pipriac / Mernel ⥋ Rennes                 | Pipriac / Mernel ⥋ Rennes                 | Pipriac / Mernel ⥋ Rennes                     | Pipriac / Mernel ⥋ Rennes                 | Pipriac / Mernel ⥋ Rennes                 | Pipriac / Mernel ⥋ Rennes                 |
| ----- | --- | ----------------------------------------- | ----------------------------------------- | ----------------------------------------- | ----------------------------------------- | --------------------------------------------- | ----------------------------------------- | ----------------------------------------- | ----------------------------------------- |
| 510   | Ouverture / Fermeture — / — | Longueur —                                | Durée 40-60 min                           | Nb. d’arrêts 26                           | Matériel —                                | Jours de fonctionnement —                     | Jour / Soir / Nuit / Fêtes — / — / — / —  | Voy. / an —                               | Transporteur Illevia                      |
| 510   | Desserte : - Villes et lieux desservies : Mernel, Val d'Anast, La Chapelle-Bouëxic, Lassy, Guichen, Pipriac, Lieuron, Lohéac, Guignen, Guichen, Bruz, Chartes-de-Bretagne, Noyal-Châtillon-sur-Seiche, Rennes - Stations et gares desservies : Saint-Jacques - Gaîté, Gares |                                           |                                           |                                           |                                           |                                               |                                           |                                           |                                           |
| 510   | Autre : - Particularités : Certains trajets sont autorisés à l'intérieur de Rennes Métropole, et soumis à la tarification adéquate. |                                           |                                           |                                           |                                           |                                               |                                           |                                           |                                           |
| 510   | Dernière actualisation : — |                                           |                                           |                                           |                                           |                                               |                                           |                                           |                                           |
| 511   | Dingé ⥋ Rennes | Dingé ⥋ Rennes                            | Dingé ⥋ Rennes                            | Dingé ⥋ Rennes                            | Dingé ⥋ Rennes                            | Dingé ⥋ Rennes                                | Dingé ⥋ Rennes                            | Dingé ⥋ Rennes                            | Dingé ⥋ Rennes                            |
| 511   | Ouverture / Fermeture — / — | Longueur —                                | Durée 20-50 min                           | Nb. d’arrêts 26                           | Matériel —                                | Jours de fonctionnement L, Ma, Me, J, V, S, D | Jour / Soir / Nuit / Fêtes O / N / N / O  | Voy. / an —                               | Transporteur Transdev TIV                 |
| 511   | Desserte : - Villes et lieux desservies : Dingé, Guipel, Saint-Médard-sur-Ille, Montreuil-le-Gast, Melesse, Saint-Grégoire, Rennes - Stations et gares desservies : Anatole France                                                                                          |                                           |                                           |                                           |                                           |                                               |                                           |                                           |                                           |
| 511   | Autre : - Particularités : Certains trajets sont autorisés à l'intérieur de Rennes Métropole, et soumis à la tarification adéquate. Est assurée le dimanche la seule desserte entre Rennes et Melesse Le Feuil                                                              |                                           |                                           |                                           |                                           |                                               |                                           |                                           |                                           |
| 511   | Dernière actualisation : — |                                           |                                           |                                           |                                           |                                               |                                           |                                           |                                           |
| 512   | Merdrignac ⥋ Rennes | Merdrignac ⥋ Rennes                       | Merdrignac ⥋ Rennes                       | Merdrignac ⥋ Rennes                       | Merdrignac ⥋ Rennes                       | Merdrignac ⥋ Rennes                           | Merdrignac ⥋ Rennes                       | Merdrignac ⥋ Rennes                       | Merdrignac ⥋ Rennes                       |
| 512   | Ouverture / Fermeture — / — | Longueur —                                | Durée 60-110 min                          | Nb. d’arrêts 29                           | Matériel —                                | Jours de fonctionnement L, Ma, Me, J, V, S, D | Jour / Soir / Nuit / Fêtes O / N / N / O  | Voy. / an —                               | Transporteur Keolis Armor                 |
| 512   | Desserte : - Villes et lieux desservies : Merdrignac, Trémorel, Saint-Méen-le-Grand, Montauban-de-Bretagne, Bédée, Saint-Gilles, Pacé, Vezin-le-Coquet, Rennes - Stations et gares desservies : République, Charles de Gaulle, Gares                                        |                                           |                                           |                                           |                                           |                                               |                                           |                                           |                                           |
| 512   | Autre : - Particularités : La ligne dessert les communes de Merdrignac et Trémorel, toutes deux situées dans le département des Côtes d'Armor. |                                           |                                           |                                           |                                           |                                               |                                           |                                           |                                           |
| 512   | Dernière actualisation : — |                                           |                                           |                                           |                                           |                                               |                                           |                                           |                                           |
| 513   | Fougères ⥋ Vitré | Fougères ⥋ Vitré                          | Fougères ⥋ Vitré                          | Fougères ⥋ Vitré                          | Fougères ⥋ Vitré                          | Fougères ⥋ Vitré                              | Fougères ⥋ Vitré                          | Fougères ⥋ Vitré                          | Fougères ⥋ Vitré                          |
| 513   | Ouverture / Fermeture — / — | Longueur —                                | Durée 40 min                              | Nb. d’arrêts 6                            | Matériel —                                | Jours de fonctionnement L, Ma, Me, J, V       | Jour / Soir / Nuit / Fêtes O / N / N / N  | Voy. / an —                               | Transporteur Transdev TIV                 |
| 513   | Desserte : - Villes et lieux desservies : Vitré, Balazé, Châtillon-en-Vendelais, Dompierre-du-Chemin, Fougères - Stations et gares desservies : Gare routière de Fougères, Gare de Vitré                                                                                    |                                           |                                           |                                           |                                           |                                               |                                           |                                           |                                           |
| 513   | Autre : - Particularités : Les trajets sont autorisés à l'intérieur de Vitré Communauté, et soumis à la tarification adéquate. |                                           |                                           |                                           |                                           |                                               |                                           |                                           |                                           |
| 513   | Dernière actualisation : — |                                           |                                           |                                           |                                           |                                               |                                           |                                           |                                           |
| 514   | Piré-Chancé / Servon-sur-Vilaine ⥋ Rennes | Piré-Chancé / Servon-sur-Vilaine ⥋ Rennes | Piré-Chancé / Servon-sur-Vilaine ⥋ Rennes | Piré-Chancé / Servon-sur-Vilaine ⥋ Rennes | Piré-Chancé / Servon-sur-Vilaine ⥋ Rennes | Piré-Chancé / Servon-sur-Vilaine ⥋ Rennes     | Piré-Chancé / Servon-sur-Vilaine ⥋ Rennes | Piré-Chancé / Servon-sur-Vilaine ⥋ Rennes | Piré-Chancé / Servon-sur-Vilaine ⥋ Rennes |
| 514   | Ouverture / Fermeture — / — | Longueur —                                | Durée 30-50 min                           | Nb. d’arrêts 14                           | Matériel —                                | Jours de fonctionnement L, Ma, Me, J, V, S    | Jour / Soir / Nuit / Fêtes O / N / N / N  | Voy. / an —                               | Transporteur Illevia                      |
| 514   | Desserte : - Villes et lieux desservies : Piré-Chancé, Chateaugiron, Servon-sur-Vilaine, Noyal-sur-Vilaine, Cesson-Sévigné, - Stations et gares desservies : Gare de Noyal-Acigné, Gare de Cesson-Sévigné, à distance à l'arrêt Bordage, Cesson - Viasilva                  |                                           |                                           |                                           |                                           |                                               |                                           |                                           |                                           |
| 514   | Autre : |                                           |                                           |                                           |                                           |                                               |                                           |                                           |                                           |
| 514   | Dernière actualisation : — |                                           |                                           |                                           |                                           |                                               |                                           |                                           |                                           |
| 515   | Saint-Brieuc-des-Iffs ⥋ Rennes | Saint-Brieuc-des-Iffs ⥋ Rennes            | Saint-Brieuc-des-Iffs ⥋ Rennes            | Saint-Brieuc-des-Iffs ⥋ Rennes            | Saint-Brieuc-des-Iffs ⥋ Rennes            | Saint-Brieuc-des-Iffs ⥋ Rennes                | Saint-Brieuc-des-Iffs ⥋ Rennes            | Saint-Brieuc-des-Iffs ⥋ Rennes            | Saint-Brieuc-des-Iffs ⥋ Rennes            |
| 515   | Ouverture / Fermeture — / — | Longueur —                                | Durée —                                   | Nb. d’arrêts 16                           | Matériel —                                | Jours de fonctionnement L, Ma, Me, J, V, S, D | Jour / Soir / Nuit / Fêtes O / N / N / O  | Voy. / an —                               | Transporteur Keolis Armor                 |
| 515   | Desserte : - Villes et lieux desservies : Saint-Brieuc-des-Iffs, Les Iffs, Cardroc, Saint-Gondran, Langouet, La Mézière, Saint-Grégoire, Rennes - Stations et gares desservies : Anatole France                                                                             |                                           |                                           |                                           |                                           |                                               |                                           |                                           |                                           |
| 515   | Autre : - Particularités : |                                           |                                           |                                           |                                           |                                               |                                           |                                           |                                           |
| 515   | Dernière actualisation : — |                                           |                                           |                                           |                                           |                                               |                                           |                                           |                                           |
| 516   | Saint-Briac ⥋ Saint-Malo | Saint-Briac ⥋ Saint-Malo                  | Saint-Briac ⥋ Saint-Malo                  | Saint-Briac ⥋ Saint-Malo                  | Saint-Briac ⥋ Saint-Malo                  | Saint-Briac ⥋ Saint-Malo                      | Saint-Briac ⥋ Saint-Malo                  | Saint-Briac ⥋ Saint-Malo                  | Saint-Briac ⥋ Saint-Malo                  |
| 516   | Ouverture / Fermeture — / — | Longueur —                                | Durée —                                   | Nb. d’arrêts —                            | Matériel —                                | Jours de fonctionnement —                     | Jour / Soir / Nuit / Fêtes — / — / — / —  | Voy. / an —                               | Transporteur Keolis Armor                 |
| 516   | Desserte : - Villes et lieux desservies : Saint-Malo, La Richardais, Dinard, Saint-Lunaire, Saint-Briac-sur-Mer - Stations et gares desservies : |                                           |                                           |                                           |                                           |                                               |                                           |                                           |                                           |
| 516   | Autre : |                                           |                                           |                                           |                                           |                                               |                                           |                                           |                                           |
| 516   | Dernière actualisation : — |                                           |                                           |                                           |                                           |                                               |                                           |                                           |                                           |
| 518   | Saint-Georges-de-Reintembault ⥋ Fougères | Saint-Georges-de-Reintembault ⥋ Fougères  | Saint-Georges-de-Reintembault ⥋ Fougères  | Saint-Georges-de-Reintembault ⥋ Fougères  | Saint-Georges-de-Reintembault ⥋ Fougères  | Saint-Georges-de-Reintembault ⥋ Fougères      | Saint-Georges-de-Reintembault ⥋ Fougères  | Saint-Georges-de-Reintembault ⥋ Fougères  | Saint-Georges-de-Reintembault ⥋ Fougères  |
| 518   | Ouverture / Fermeture — / — | Longueur —                                | Durée 25-35 min                           | Nb. d’arrêts 7                            | Matériel —                                | Jours de fonctionnement L, Ma, Me, J, V, S    | Jour / Soir / Nuit / Fêtes O / N / N / N  | Voy. / an —                               | Transporteur Transdev TIV                 |
| 518   | Desserte : - Villes et lieux desservies : Saint-Georges-de-Reintembault, Mellé, Louvigné-du-Désert, Landéan, Fougères - Stations et gares desservies : Gare routière de Fougères                                                                                            |                                           |                                           |                                           |                                           |                                               |                                           |                                           |                                           |
| 518   | Autre : |                                           |                                           |                                           |                                           |                                               |                                           |                                           |                                           |
| 518   | Dernière actualisation : — |                                           |                                           |                                           |                                           |                                               |                                           |                                           |                                           |
| 519   | Saint-Pern ⥋ Rennes | Saint-Pern ⥋ Rennes                       | Saint-Pern ⥋ Rennes                       | Saint-Pern ⥋ Rennes                       | Saint-Pern ⥋ Rennes                       | Saint-Pern ⥋ Rennes                           | Saint-Pern ⥋ Rennes                       | Saint-Pern ⥋ Rennes                       | Saint-Pern ⥋ Rennes                       |
| 519   | Ouverture / Fermeture — / — | Longueur —                                | Durée 45-60 min                           | Nb. d’arrêts 11                           | Matériel —                                | Jours de fonctionnement L, Ma, Me, J, V, S    | Jour / Soir / Nuit / Fêtes O / N / N / N  | Voy. / an —                               | Transporteur Keolis Armor                 |
| 519   | Desserte : - Villes et lieux desservies : Saint-Pern, Irodouër, Pleumeleuc, Rennes - Stations et gares desservies : République, Charles de Gaulle, Gares |                                           |                                           |                                           |                                           |                                               |                                           |                                           |                                           |
| 519   | Autre : - Particularités : |                                           |                                           |                                           |                                           |                                               |                                           |                                           |                                           |
| 519   | Dernière actualisation : — |                                           |                                           |                                           |                                           |                                               |                                           |                                           |                                           |

### Lignes 520 à 529
| Ligne | Caractéristiques | Caractéristiques   | Caractéristiques   | Caractéristiques   | Caractéristiques   | Caractéristiques                           | Caractéristiques                         | Caractéristiques   | Caractéristiques     |
| 521   | Pléchâtel ⥋ Rennes | Pléchâtel ⥋ Rennes | Pléchâtel ⥋ Rennes | Pléchâtel ⥋ Rennes | Pléchâtel ⥋ Rennes | Pléchâtel ⥋ Rennes                         | Pléchâtel ⥋ Rennes                       | Pléchâtel ⥋ Rennes | Pléchâtel ⥋ Rennes   |
| ----- | --- | ------------------ | ------------------ | ------------------ | ------------------ | ------------------------------------------ | ---------------------------------------- | ------------------ | -------------------- |
| 521   | Ouverture / Fermeture — / — | Longueur —         | Durée 35 min       | Nb. d’arrêts 8     | Matériel —         | Jours de fonctionnement L, Ma, Me, J, V, S | Jour / Soir / Nuit / Fêtes O / N / N / N | Voy. / an —        | Transporteur Illevia |
| 521   | Desserte : - Villes et lieux desservies : Pléchâtel, Bourg-des-Comptes, Crevin, Chartres-de-Bretagne, Rennes - Stations et gares desservies : Henri Fréville |                    |                    |                    |                    |                                            |                                          |                    |                      |
| 521   | Autre : |                    |                    |                    |                    |                                            |                                          |                    |                      |
| 521   | Dernière actualisation : — |                    |                    |                    |                    |                                            |                                          |                    |                      |
| 522   | Retiers ⥋ Rennes | Retiers ⥋ Rennes   | Retiers ⥋ Rennes   | Retiers ⥋ Rennes   | Retiers ⥋ Rennes   | Retiers ⥋ Rennes                           | Retiers ⥋ Rennes                         | Retiers ⥋ Rennes   | Retiers ⥋ Rennes     |
| 522   | Ouverture / Fermeture 1er septembre 2014 / — | Longueur —         | Durée 40-55 min    | Nb. d’arrêts 8     | Matériel —         | Jours de fonctionnement L, Ma, Me, J, V    | Jour / Soir / Nuit / Fêtes O / N / N / N | Voy. / an —        | Transporteur Illevia |
| 522   | Desserte : - Villes et lieux desservies : Retiers, Le Theil de Bretagne, Janzé, Rennes - Stations et gares desservies : La Poterie, Gares                    |                    |                    |                    |                    |                                            |                                          |                    |                      |
| 522   | Autre : - Particularités : Cette ligne est complémentaire à la desserte TER existante sur le même axe.                                                       |                    |                    |                    |                    |                                            |                                          |                    |                      |
| 522   | Dernière actualisation : — |                    |                    |                    |                    |                                            |                                          |                    |                      |

### Lignes 570 à 579
| Ligne   | Caractéristiques | Caractéristiques            | Caractéristiques            | Caractéristiques            | Caractéristiques            | Caractéristiques                           | Caractéristiques                         | Caractéristiques            | Caractéristiques            |
| 570     | Pontorson ⥋ Dol-de-Bretagne | Pontorson ⥋ Dol-de-Bretagne | Pontorson ⥋ Dol-de-Bretagne | Pontorson ⥋ Dol-de-Bretagne | Pontorson ⥋ Dol-de-Bretagne | Pontorson ⥋ Dol-de-Bretagne                | Pontorson ⥋ Dol-de-Bretagne              | Pontorson ⥋ Dol-de-Bretagne | Pontorson ⥋ Dol-de-Bretagne |
| ------- | --- | --------------------------- | --------------------------- | --------------------------- | --------------------------- | ------------------------------------------ | ---------------------------------------- | --------------------------- | --------------------------- |
| 570     | Ouverture / Fermeture — / — | Longueur —                  | Durée 30 min                | Nb. d’arrêts 6              | Matériel —                  | Jours de fonctionnement L, Ma, Me, J, V, S | Jour / Soir / Nuit / Fêtes O / N / N / N | Voy. / an —                 | Transporteur Transdev TIV   |
| 570     | Desserte : - Villes et lieux desservies : Dol-de-Bretagne, La Boussac, Pleine-Fougères, Pontorson - Stations et gares desservies : |                             |                             |                             |                             |                                            |                                          |                             |                             |
| 570     | Autre : |                             |                             |                             |                             |                                            |                                          |                             |                             |
| 570     | Dernière actualisation : — |                             |                             |                             |                             |                                            |                                          |                             |                             |
| 571     | Pontorson ⥋ Fougères | Pontorson ⥋ Fougères        | Pontorson ⥋ Fougères        | Pontorson ⥋ Fougères        | Pontorson ⥋ Fougères        | Pontorson ⥋ Fougères                       | Pontorson ⥋ Fougères                     | Pontorson ⥋ Fougères        | Pontorson ⥋ Fougères        |
| 571     | Ouverture / Fermeture — / — | Longueur —                  | Durée 20-50 min             | Nb. d’arrêts 25             | Matériel —                  | Jours de fonctionnement L, Ma, Me, J, V, S | Jour / Soir / Nuit / Fêtes O / N / N / N | Voy. / an —                 | Transporteur Transdev TIV   |
| 571     | Desserte : - Villes et lieux desservies : Pontorson, Saint-Ouen-la-Rouërie, Antrain, Tremblay, Saint-Brice-en-Coglès, Saint-Etienne-en-Coglès, Saint-Germain-en-Coglès, Romagné, Fougères - Stations et gares desservies : Gare routière de Fougères               |                             |                             |                             |                             |                                            |                                          |                             |                             |
| 571     | Autre : |                             |                             |                             |                             |                                            |                                          |                             |                             |
| 571     | Dernière actualisation : — |                             |                             |                             |                             |                                            |                                          |                             |                             |
| 571 été | Pontorson ⥋ Saint-Malo | Pontorson ⥋ Saint-Malo      | Pontorson ⥋ Saint-Malo      | Pontorson ⥋ Saint-Malo      | Pontorson ⥋ Saint-Malo      | Pontorson ⥋ Saint-Malo                     | Pontorson ⥋ Saint-Malo                   | Pontorson ⥋ Saint-Malo      | Pontorson ⥋ Saint-Malo      |
| 571 été | Ouverture / Fermeture — / — | Longueur —                  | Durée —                     | Nb. d’arrêts —              | Matériel —                  | Jours de fonctionnement —                  | Jour / Soir / Nuit / Fêtes — / — / — / — | Voy. / an —                 | Transporteur Transdev TIV   |
| 571 été | Desserte : - Villes et lieux desservies : Pontorson, Saint-Georges-de-Gréhaigne, Roz-sur-Couesnon, Saint-Marcan, Saint-Brolarde, Cherrueix, Le Vivier-sur-Mer, Hirel, Saint-Benoit-des-Ondes, Cancale, Saint-Couloumb, Saint-Malo - Stations et gares desservies : |                             |                             |                             |                             |                                            |                                          |                             |                             |
| 571 été | Autre : - Particularités : Ligne saisonnière |                             |                             |                             |                             |                                            |                                          |                             |                             |
| 571 été | Dernière actualisation : — |                             |                             |                             |                             |                                            |                                          |                             |                             |

### Lignes 580 à 589
| Ligne | Caractéristiques | Caractéristiques                                 | Caractéristiques                                 | Caractéristiques                                 | Caractéristiques                                 | Caractéristiques                                 | Caractéristiques                                 | Caractéristiques                                 | Caractéristiques                                 |
| 580   | Mesnil-Roc'h (Saint-Pierre-de-Plesguen) ⥋ Rennes | Mesnil-Roc'h (Saint-Pierre-de-Plesguen) ⥋ Rennes | Mesnil-Roc'h (Saint-Pierre-de-Plesguen) ⥋ Rennes | Mesnil-Roc'h (Saint-Pierre-de-Plesguen) ⥋ Rennes | Mesnil-Roc'h (Saint-Pierre-de-Plesguen) ⥋ Rennes | Mesnil-Roc'h (Saint-Pierre-de-Plesguen) ⥋ Rennes | Mesnil-Roc'h (Saint-Pierre-de-Plesguen) ⥋ Rennes | Mesnil-Roc'h (Saint-Pierre-de-Plesguen) ⥋ Rennes | Mesnil-Roc'h (Saint-Pierre-de-Plesguen) ⥋ Rennes |
| ----- | --- | ------------------------------------------------ | ------------------------------------------------ | ------------------------------------------------ | ------------------------------------------------ | ------------------------------------------------ | ------------------------------------------------ | ------------------------------------------------ | ------------------------------------------------ |
| 580   | Ouverture / Fermeture — / — | Longueur —                                       | Durée —                                          | Nb. d’arrêts —                                   | Matériel —                                       | Jours de fonctionnement L, Ma, Me, J, V, S, D    | Jour / Soir / Nuit / Fêtes O / N / N / O         | Voy. / an —                                      | Transporteur Keolis Armor                        |
| 580   | Desserte : - Villes et lieux desservis : Mesnil-roc'h, Pleuguenuc, St-Dommineuc, Tinténiac, St-Symphorien, Hédé-bazouges, Vignoc, La Mézière, La-Chapelle-des-Fougeretz, Rennes - Stations et gares desservies : Gare Intermodale de Saint-Pierre-de-Plesguen, Anatole France, République, Gares |                                                  |                                                  |                                                  |                                                  |                                                  |                                                  |                                                  |                                                  |
| 580   | Autre : Ne circule le dimanche que hors vacances scolaires |                                                  |                                                  |                                                  |                                                  |                                                  |                                                  |                                                  |                                                  |
| 580   | Dernière actualisation : — |                                                  |                                                  |                                                  |                                                  |                                                  |                                                  |                                                  |                                                  |
| 581   | Tinténiac ⥋ Saint-Malo | Tinténiac ⥋ Saint-Malo                           | Tinténiac ⥋ Saint-Malo                           | Tinténiac ⥋ Saint-Malo                           | Tinténiac ⥋ Saint-Malo                           | Tinténiac ⥋ Saint-Malo                           | Tinténiac ⥋ Saint-Malo                           | Tinténiac ⥋ Saint-Malo                           | Tinténiac ⥋ Saint-Malo                           |
| 581   | Ouverture / Fermeture — / — | Longueur —                                       | Durée —                                          | Nb. d’arrêts 10                                  | Matériel —                                       | Jours de fonctionnement L, Ma, Me, J, V, S       | Jour / Soir / Nuit / Fêtes O / N / N / N         | Voy. / an —                                      | Transporteur Keolis Armor                        |
| 581   | Desserte : - Villes et lieux desservies : Tinténiac, Saint-Domineuc, Pleugueneuc, Saint-Pierre de Plesguen, Saint-Malo - Stations et gares desservies : Gare de Saint-Malo |                                                  |                                                  |                                                  |                                                  |                                                  |                                                  |                                                  |                                                  |
| 581   | Autre : |                                                  |                                                  |                                                  |                                                  |                                                  |                                                  |                                                  |                                                  |
| 581   | Dernière actualisation : — |                                                  |                                                  |                                                  |                                                  |                                                  |                                                  |                                                  |                                                  |

### Lignes 590 à 599
| Ligne | Caractéristiques | Caractéristiques  | Caractéristiques  | Caractéristiques  | Caractéristiques  | Caractéristiques                              | Caractéristiques                         | Caractéristiques  | Caractéristiques          |
| 590   | Fougères ⥋ Rennes | Fougères ⥋ Rennes | Fougères ⥋ Rennes | Fougères ⥋ Rennes | Fougères ⥋ Rennes | Fougères ⥋ Rennes                             | Fougères ⥋ Rennes                        | Fougères ⥋ Rennes | Fougères ⥋ Rennes         |
| ----- | --- | ----------------- | ----------------- | ----------------- | ----------------- | --------------------------------------------- | ---------------------------------------- | ----------------- | ------------------------- |
| 590   | Ouverture / Fermeture 2 janvier 2013 / — | Longueur —        | Durée 45-80 min   | Nb. d’arrêts —    | Matériel —        | Jours de fonctionnement L, Ma, Me, J, V, S, D | Jour / Soir / Nuit / Fêtes O / N / N / O | Voy. / an —       | Transporteur Transdev TIV |
| 590   | Desserte : - Villes et lieux desservies : Fougères, Lécousse, Romagné, La Chapelle Saint-Aubert, Saint-Marc-sur-Couesnon, Saint-Jean-sur-Couesnon, Mézières-sur-Couesnon, Saint-Aubin-du-Cormier, Gosné, Liffré, Thorigné-Fouilard, Cesson-Sévigné, Rennes - Stations et gares desservies : Gare routière de Fougères, Cesson - Viasilva, Gares |                   |                   |                   |                   |                                               |                                          |                   |                           |
| 590   | Autre : - Particularités : Certaines courses sont express entre Fougères et Rennes. Certaines courses ont lieu uniquement entre Liffré et Fougères. Certains trajets sont autorisés à l'intérieur de Rennes Métropole, et soumis à la tarification adéquate.                                                                                    |                   |                   |                   |                   |                                               |                                          |                   |                           |
| 590   | Dernière actualisation : — |                   |                   |                   |                   |                                               |                                          |                   |                           |
| 591   | Dourdain ⥋ Rennes | Dourdain ⥋ Rennes | Dourdain ⥋ Rennes | Dourdain ⥋ Rennes | Dourdain ⥋ Rennes | Dourdain ⥋ Rennes                             | Dourdain ⥋ Rennes                        | Dourdain ⥋ Rennes | Dourdain ⥋ Rennes         |
| 591   | Ouverture / Fermeture 2 janvier 2013 / — | Longueur —        | Durée 35-55 min   | Nb. d’arrêts 25   | Matériel —        | Jours de fonctionnement L, Ma, Me, J, V, S    | Jour / Soir / Nuit / Fêtes O / N / N / N | Voy. / an —       | Transporteur Transdev TIV |
| 591   | Desserte : - Villes et lieux desservies : Dourdain, La Bouëxière, Liffré, Cesson-Sévigné, Rennes - Stations et gares desservies : Cesson - Viasilva |                   |                   |                   |                   |                                               |                                          |                   |                           |
| 591   | Autre : |                   |                   |                   |                   |                                               |                                          |                   |                           |
| 591   | Dernière actualisation : — |                   |                   |                   |                   |                                               |                                          |                   |                           |

## Exploitation

### Les exploitants

#### Illevia

Ancien logo d'Illevia avant la reprise par la région.

Illevia emploie une soixantaine de salariés et possède un parc d'une cinquantaine d'autocars. Elle s'organise autour d'un unique dépôt situé au 10 rue du Hil à Noyal-Châtillon-sur-Seiche.
Son budget annuel de fonctionnement s'élève 4,7 millions d'euros (hors infrastructure et fourniture du matériel roulant assurés directement par le conseil régional de Bretagne).[réf. nécessaire]
Son Conseil d'administration est composé d'un collège de 7 Conseillers régionaux, de deux représentants du personnel et d'un agent des services de la Région.[réf. nécessaire]
La régie exploite sept lignes du réseau interurbain de transport de voyageurs d'Ille-et-Vilaine : Il s'agit des lignes 503, 505, 506, 510, 514, 521 et 522.
Quotidiennement, Illevia assurait en 2013, par jour, 225 services commerciaux sur les six lignes qu'elle exploitait à cette date, parcourt 10 000kilomètres et transporte 3 325 voyageurs.

#### Keolis Armor
Le dépôt et siège social est situé au 26 rue du Bignon à Chantepie.
L'entreprise possède d'autres dépôts secondaires à Montgermont (lieu-dit La Talmousière), Dinard (74 boulevard Jules Verger) et Vitré (13 place du Général de Gaulle). Keolis Armor est responsable des lignes 500, 501, 502, 507, 512, 515, 516, 519, 580 et 581 dont les cars sont remisés dans les différents dépôts en fonction de leur proximité géographique[réf. souhaitée].

#### Transdev TIV
Transdev TIV exploite les lignes 504, 511, 513, 518, 570, 571, 590 et 591.

### Tarification et financement
La tarification BreizhGo est harmonisée à partir de septembre 2020 avec notamment un ticket unitaire à 2,50 € sauf sur les lignes 501, 503, 505, 506, 507, 510, 580 et 590 où une tarification kilométrique (ticket unité à 2,50 € pour un trajet inférieur à 30 km pouvant monter jusqu'à 10 € pour un trajet de plus de 110 km) est maintenue,.